# 2020-as Apertura mexikói labdarúgó-bajnokság (első osztály)
A mexikói labdarúgó-bajnokság első osztályának 2020-as Apertura szezonja 18 csapat részvételével 2020. július 24-én kezdődött, és december 13-án ért véget. A Mexikót különösen súlyosan érintő koronavírus-világjárvány elleni védekezésben részt vevő egészségügyi dolgozók tiszteletére a szezon hivatalosan a Guard1anes 2020 elnevezést kapta: a guardián spanyol szó jelentése „őr(ző), védő”.
A bajnokságot a León nyerte meg, amelynek ez volt a 8. győzelme. A második helyen a Pumas (Universidad Nacional) végzett.
A járvány miatt az első 13 forduló összes mérkőzését zárt kapuk mögött rendezték, de utána sem az összes mérkőzésre mehettek be nézők. Az első mérkőzés, ahol közönség is jelen volt, a 14. fordulóbeli Necaxa–Tijuana összecsapás volt Aguascalientesben: ide 5047 néző látogatott ki.

## Előzmények
Az előző szezont, a 2020-as Clausurát a mexikói bajnokság történetében addig példa nélküli módon a koronavírus-világjárvány miatt félbeszakították, és soha nem fejezték be. Emiatt abban a szezonban nem volt bajnokcsapat sem. A Monarcas Morelia csapata a bajnokság lefújása után megszűnt, helyébe pedig egy teljesen újonnan alapított klub, a mazatláni Mazatlán FC lépett.

## Csapatok
| Csapat                       | Város              | Állam              | Stadion                | Edző (a szezon elején)  |
| ---------------------------- | ------------------ | ------------------ | ---------------------- | ----------------------- |
| América                      | Mexikóváros        | Szövetségi kerület | Azteca                 | Miguel Herrera          |
| Atlas                        | Guadalajara        | Jalisco            | Jalisco                | Rafael Puente Del Río   |
| Cruz Azul                    | Mexikóváros        | Szövetségi Kerület | Azul                   | Robert Siboldi          |
| Guadalajara                  | Guadalajara        | Jalisco            | Omnilife               | Luis Fernando Tena      |
| FC Juárez                    | Ciudad Juárez      | Chihuahua          | Benito Juárez          | Gabriel Caballero       |
| León                         | León               | Guanajuato         | León                   | Ignacio Ambriz          |
| Mazatlán FC                  | Mazatlán           | Sinaloa            | El Kraken              | Francisco Palencia      |
| Monterrey                    | Monterrey          | Új-León            | BBVA Bancomer          | Antonio Mohamed         |
| Necaxa                       | Aguascalientes     | Aguascalientes     | Victoria               | Alfonso Sosa            |
| Pachuca                      | Pachuca de Soto    | Hidalgo            | Hidalgo                | Paulo Pezzolano         |
| Puebla                       | Puebla de Zaragoza | Puebla             | Cuauhtémoc             | Juan Reynoso            |
| Pumas (Universidad Nacional) | Mexikóváros        | Szövetségi Kerület | Olímpico Universitario | Andrés Lillini          |
| Querétaro                    | Querétaro          | Querétaro          | Corregidora            | Álex Diego              |
| San Luis                     | San Luis Potosí    | San Luis Potosí    | Alfonso Lastras        | Guillermo Vázquez       |
| Santos Laguna                | Torreón            | Coahuila           | TSM Corona             | Guillermo Almada        |
| Tigres                       | Monterrey          | Új-León            | Universitario          | Ricardo Ferretti        |
| Tijuana                      | Tijuana            | Alsó-Kalifornia    | Caliente               | Pablo Guede             |
| Toluca                       | Toluca de Lerdo    | México             | Nemesio Díez           | José Manuel de la Torre |

## Az alapszakasz végeredménye
Az alapszakasz 18 fordulóból állt, az első négy közvetlenül a rájátszás negyeddöntőjébe jutott, a következő 8 helyezett pedig szintén mérkőzéseket játszott egymással a negyeddöntőbe jutásért úgy, hogy az 5–8. helyezettek hazai pályán, a 9–12. helyezettek idegenben szerepeltek.
| #   | Csapat      | M  | GY | D | V  | G+ – G– | GK  | P  | Megjegyzések |
| --- | ----------- | -- | -- | - | -- | ------- | --- | -- | ------------ |
| 1.  | León        | 17 | 12 | 4 | 1  | 27–14   | +13 | 40 |              |
| 2.  | Pumas       | 17 | 8  | 8 | 1  | 29–17   | +12 | 32 |              |
| 3.  | América     | 17 | 9  | 5 | 3  | 31–22   | +9  | 32 |              |
| 4.  | Cruz Azul   | 17 | 9  | 2 | 6  | 23–16   | +7  | 29 |              |
| 5.  | Monterrey   | 17 | 8  | 5 | 4  | 26–21   | +5  | 29 |              |
| 6.  | Tigres      | 17 | 7  | 7 | 3  | 27–16   | +11 | 28 |              |
| 7.  | Guadalajara | 17 | 7  | 5 | 5  | 20–17   | +3  | 26 |              |
| 8.  | Santos      | 17 | 7  | 4 | 6  | 24–20   | +4  | 25 |              |
| 9.  | Pachuca     | 17 | 6  | 7 | 4  | 18–14   | +4  | 25 |              |
| 10. | Necaxa      | 17 | 7  | 3 | 7  | 16–20   | −4  | 24 |              |
| 11. | Toluca      | 17 | 6  | 3 | 8  | 23–28   | −5  | 21 |              |
| 12. | Puebla      | 17 | 6  | 2 | 9  | 22–25   | −3  | 20 |              |
| 13. | Juárez      | 17 | 4  | 7 | 6  | 16–19   | −3  | 19 |              |
| 14. | Mazatlán    | 17 | 4  | 4 | 9  | 24–31   | −7  | 16 |              |
| 15. | Tijuana     | 17 | 4  | 3 | 10 | 12–27   | −15 | 15 |              |
| 16. | Atlas       | 17 | 3  | 5 | 9  | 13–20   | −7  | 14 |              |
| 17. | Querétaro   | 17 | 3  | 4 | 10 | 23–28   | −5  | 13 |              |
| 18. | San Luis    | 17 | 3  | 2 | 12 | 16–35   | −19 | 11 |              |

Utolsó frissítés: 2020. november 9. 
Forrás: A bajnokság hivatalos honlapja 
A rangsorolás alapszabályai: 1. összpontszám, 2. egymás elleni eredmények összpontszáma, 3. gólkülönbség, 4. szerzett gólok száma.
(B): Bajnokcsapat, (K): Kieső csapat, (F): Feljutó csapat, (I): Kupainduló, (R): A rájátszás győztese, (KGY): Kupagyőztes

## Rájátszás
A döntő kivételével az a szabály, hogy ha a két meccs összesítve döntetlen, és az idegenbeli gól is egyenlő, akkor nincs hosszabbítás és tizenegyespárbaj, hanem az a csapat jut tovább, amelyik az alapszakaszban jobb helyen végzett.

### Mérkőzések a negyeddöntőbe jutásért
| Dátum (mexikói idő) | Mérkőzés             | Eredmény  |
| ------------------- | -------------------- | --------- |
| 2020. november 21.  | Santos – Pachuca     | 0–3       |
| 2020. november 21.  | Guadalajara – Necaxa | 1–0       |
| 2020. november 22.  | Tigres – Toluca      | 2–1       |
| 2020. november 22.  | Monterrey – Puebla   | 2–2 (2–4) |

A negyeddöntők első mérkőzéseit november 25-én és 26-án, a visszavágókat 28-án és 29-én játszották, az elődöntőkre december 2-án és 3-án, valamint 5-én és 6-án került sor. A döntő első mérkőzése december 10-én, a visszavágó 13-án volt.
|  | Negyeddöntők | Negyeddöntők | Negyeddöntők | Negyeddöntők | Negyeddöntők |   |             | Elődöntők   | Elődöntők | Elődöntők | Elődöntők | Elődöntők |  |  | Döntő | Döntő | Döntő | Döntő | Döntő |  |
|  |              |              |              |              |              |   |             |             |           |           |           |           |  |  |       |       |       |       |       |  |
|  | Tigres       | Tigres       | 1            | 1            | 2            |   |             |             |           |           |           |           |  |  |       |       |       |       |       |  |
|  | Tigres       | Tigres       | 1            | 1            | 2            |   |             |             |           |           |           |           |  |  |       |       |       |       |       |  |
|  | Cruz Azul    | Cruz Azul    | 3            | 0            | 3            |   |             |             |           |           |           |           |  |  |       |       |       |       |       |  |
|  | Cruz Azul    | Cruz Azul    | 3            | 0            | 3            |   | Cruz Azul   | Cruz Azul   | 4         | 0         | 4         |           |  |  |       |       |       |       |       |  |
|  |              |              |              |              |              |   | Cruz Azul   | Cruz Azul   | 4         | 0         | 4         |           |  |  |       |       |       |       |       |  |
|  |              |              | Pumas        | Pumas        | 0            | 4 | 4           |             |           |           |           |           |  |  |       |       |       |       |       |  |
|  | Pachuca      | Pachuca      | Pumas        | Pumas        | 0            | 4 | 4           | 0           | 0         | 0         |           |           |  |  |       |       |       |       |       |  |
|  | Pachuca      | Pachuca      |              |              |              |   |             |             |           | 0         |           |           |  |  |       |       |       |       |       |  |
|  | Pumas        | Pumas        | 1            | 0            | 0            |   |             |             |           |           |           |           |  |  |       |       |       |       |       |  |
|  | Pumas        | Pumas        | 1            | 0            | 0            |   | Pumas       | Pumas       | 1         | 0         | 1         |           |  |  |       |       |       |       |       |  |
|  |              |              |              |              |              |   |             |             |           |           |           |           |  |  |       |       |       |       |       |  |
|  |              |              | León         | León         | 1            | 2 | 3           |             |           |           |           |           |  |  |       |       |       |       |       |  |
|  | Guadalajara  | Guadalajara  | León         | León         | 1            | 2 | 3           | 1           | 2         | 3         |           |           |  |  |       |       |       |       |       |  |
|  | Guadalajara  | Guadalajara  |              |              |              |   |             |             |           | 3         |           |           |  |  |       |       |       |       |       |  |
|  | América      | América      | 0            | 1            | 1            |   |             |             |           |           |           |           |  |  |       |       |       |       |       |  |
|  | América      | América      | 0            | 1            | 1            |   | Guadalajara | Guadalajara | 1         | 0         | 1         |           |  |  |       |       |       |       |       |  |
|  |              |              |              |              |              |   | Guadalajara | Guadalajara | 1         | 0         | 1         |           |  |  |       |       |       |       |       |  |
|  |              |              | León         | León         | 1            | 1 | 2           |             |           |           |           |           |  |  |       |       |       |       |       |  |
|  | Puebla       | Puebla       | León         | León         | 1            | 1 | 2           | 2           | 0         | 2         |           |           |  |  |       |       |       |       |       |  |
|  | Puebla       | Puebla       |              |              |              |   |             |             |           | 2         |           |           |  |  |       |       |       |       |       |  |
|  | León         | León         | 1            | 2            | 3            |   |             |             |           |           |           |           |  |  |       |       |       |       |       |  |

## Együttható-táblázat
Az együttható-táblázat a csapatok (a jelenlegit is beleszámítva) utolsó öt első osztályú szezonjának alapszakaszában elért pontok átlagát tartalmazza négy tizedesre kerekítve, de ha egy csapat időközben volt másodosztályú is, akkor az az előtti időszak eredményei nincsenek benne. Mivel az előző szezon félbeszakadt, és számos mérkőzést nem játszottak le, ezért az a döntés született, hogy ebben (és a következő) szezonban azok a mérkőzések, amelyek az előzőleg elmaradt meccseknek felelnek meg (azonos ellenfél ellen, azonos pályán, a Morelia helyett a Mazatlánnal számolva), dupla súllyal számítanak bele az együtthatóba. Ebben a szezonban 33 ilyen mérkőzés volt.
Mivel ideiglenesen az a szabály is érvényben van, hogy nem lehet kiesni a másodosztályba, ezért a következő szezon, a 2021-es Clausura végén az együttható-táblázat utolsó három helyezettje a kiesés helyett jelentős pénzösszeg befizetésére lesz kötelezve, a pénzt pedig a másodosztályú csapatok fejlesztésére fordítják. Az utolsó helyezett 120, az utolsó előtti 70, az azelőtti csapat pedig 50 millió pesót lesz köteles befizetni, az utolsó helyezett csapat együtthatója pedig az azt követő szezonra lenullázódik.
| Csapat      | Összpontszám | Mérkőzések | Együttható |
| ----------- | ------------ | ---------- | ---------- |
| León        | 158          | 82         | 1,9268     |
| América     | 146          | 81         | 1,8025     |
| Tigres      | 148          | 84         | 1,7619     |
| Cruz Azul   | 144          | 83         | 1,7349     |
| Santos      | 138          | 82         | 1,6829     |
| Pumas       | 133          | 85         | 1,5647     |
| Monterrey   | 125          | 81         | 1,5432     |
| Pachuca     | 118          | 83         | 1,4217     |
| Necaxa      | 112          | 83         | 1,3494     |
| Guadalajara | 112          | 83         | 1,3494     |
| Toluca      | 105          | 84         | 1,2500     |
| Puebla      | 99           | 83         | 1,1928     |
| Querétaro   | 95           | 81         | 1,1728     |
| Mazatlán    | 96           | 82         | 1,1707     |
| Tijuana     | 96           | 83         | 1,1566     |
| Juárez      | 97           | 84         | 1,1548     |
| San Luis    | 48           | 48         | 1,0000     |
| Atlas       | 78           | 82         | 0,9512     |

## Eredmények

### Alapszakasz

#### Fordulónként
Csillaggal azok a mérkőzések vannak jelölve, amelyek duplán számítanak bele az együtthatószámításba.

##### 1. forduló
| Dátum (mexikói idő) | Mérkőzés           | Eredmény |
| ------------------- | ------------------ | -------- |
| 2020. július 24.    | Necaxa – Tigres*   | 0–3      |
| 2020. július 25.    | Guadalajara – León | 0–0      |
| 2020. július 25.    | Cruz Azul – Santos | 2–0      |
| 2020. július 25.    | Tijuana – Atlas    | 3–1      |
| 2020. július 26.    | Pumas – Querétaro* | 3–2      |
| 2020. július 27.    | San Luis – Juárez  | 1–1      |
| 2020. július 27.    | Pachuca – América* | 1–2      |
| 2020. július 27.    | Mazatlán – Puebla  | 1–4      |
| 2020. július 28.    | Monterrey – Toluca | 3–1      |

##### 2. forduló
| Dátum (mexikói idő) | Mérkőzés             | Eredmény |
| ------------------- | -------------------- | -------- |
| 2020. július 31.    | Puebla – Cruz Azul*  | 1–1      |
| 2020. július 31.    | Juárez – Necaxa      | 1–0      |
| 2020. augusztus 1.  | Tigres – Pachuca     | 1–1      |
| 2020. augusztus 1.  | América – Tijuana    | 4–0      |
| 2020. augusztus 2.  | Toluca – San Luis    | 3–2      |
| 2020. augusztus 2.  | Querétaro – Mazatlán | 1–1      |
| 2020. augusztus 2.  | Santos – Guadalajara | 2–0      |
| 2020. augusztus 3.  | Atlas – Pumas*       | 1–2      |
| 2020. augusztus 3.  | León – Monterrey     | 1–0      |

##### 3. forduló
| Dátum (mexikói idő) | Mérkőzés              | Eredmény |
| ------------------- | --------------------- | -------- |
| 2020. augusztus 6.  | Pachuca – Querétaro   | 1–0      |
| 2020. augusztus 6.  | Tijuana – Tigres      | 0–0      |
| 2020. augusztus 7.  | Necaxa – América      | 1–1      |
| 2020. augusztus 7.  | Mazatlán – Toluca     | 2–1      |
| 2020. augusztus 8.  | Cruz Azul – León      | 2–0      |
| 2020. augusztus 8.  | Monterrey – Santos*   | 2–2      |
| 2020. augusztus 8.  | Guadalajara – Puebla* | 0–1      |
| 2020. augusztus 9.  | Pumas – Juárez        | 1–1      |
| 2020. augusztus 9.  | San Luis – Atlas*     | 1–1      |

##### 4. forduló
| Dátum (mexikói idő) | Mérkőzés              | Eredmény |
| ------------------- | --------------------- | -------- |
| 2020. augusztus 11. | Necaxa – Mazatlán     | 1–0      |
| 2020. augusztus 11. | Pachuca – León        | 0–1      |
| 2020. augusztus 11. | Tigres – Puebla       | 2–1      |
| 2020. augusztus 12. | Querétaro – Cruz Azul | 1–0      |
| 2020. augusztus 12. | Juárez – Guadalajara  | 0–2      |
| 2020. augusztus 12. | Pumas – Monterrey     | 1–1      |
| 2020. augusztus 12. | Tijuana – San Luis*   | 0–2      |
| 2020. augusztus 13. | Atlas – Toluca        | 1–2      |
| 2020. augusztus 13. | América – Santos      | 3–1      |

##### 5. forduló
| Dátum (mexikói idő) | Mérkőzés               | Eredmény |
| ------------------- | ---------------------- | -------- |
| 2020. augusztus 14. | Puebla – Pachuca       | 0–1      |
| 2020. augusztus 15. | Guadalajara – San Luis | 2–1      |
| 2020. augusztus 15. | Cruz Azul – Juárez     | 3–2      |
| 2020. augusztus 15. | Mazatlán – Pumas       | 0–0      |
| 2020. augusztus 15. | Monterrey – Necaxa     | 1–1      |
| 2020. augusztus 16. | Toluca – Tigres*       | 3–2      |
| 2020. augusztus 16. | Santos – Atlas         | 0–0      |
| 2020. augusztus 16. | Querétaro – América    | 4–1      |
| 2020. augusztus 17. | León – Tijuana*        | 2–1      |

##### 6. forduló
| Dátum (mexikói idő) | Mérkőzés             | Eredmény |
| ------------------- | -------------------- | -------- |
| 2020. augusztus 21. | Necaxa – Santos      | 2–1      |
| 2020. augusztus 21. | Juárez – León        | 0–0      |
| 2020. augusztus 22. | Atlas – Querétaro    | 1–0      |
| 2020. augusztus 22. | Tigres – Pumas       | 1–1      |
| 2020. augusztus 22. | América – Monterrey  | 1–3      |
| 2020. augusztus 23. | Toluca – Guadalajara | 1–0      |
| 2020. augusztus 23. | San Luis – Cruz Azul | 1–3      |
| 2020. augusztus 23. | Tijuana – Puebla     | 1–0      |
| 2020. augusztus 24. | Pachuca – Mazatlán   | 4–3      |

##### 7. forduló
| Dátum (mexikói idő) | Mérkőzés              | Eredmény |
| ------------------- | --------------------- | -------- |
| 2020. augusztus 28. | Puebla – Toluca       | 4–1      |
| 2020. augusztus 28. | Mazatlán – Tigres*    | 1–1      |
| 2020. augusztus 29. | San Luis – América    | 1–2      |
| 2020. augusztus 29. | Guadalajara – Pachuca | 0–0      |
| 2020. augusztus 29. | Cruz Azul – Necaxa*   | 3–0      |
| 2020. augusztus 30. | Pumas – Tijuana*      | 3–0      |
| 2020. augusztus 30. | Santos – Querétaro    | 2–1      |
| 2020. augusztus 30. | Monterrey – Juárez    | 2–1      |
| 2020. augusztus 31. | León – Atlas          | 2–1      |

##### 8. forduló
| Dátum (mexikói idő) | Mérkőzés             | Eredmény |
| ------------------- | -------------------- | -------- |
| 2020. szeptember 2. | América – Mazatlán   | 3–1      |
| 2020. szeptember 3. | Querétaro – Toluca   | 4–1      |
| 2020. szeptember 3. | Pachuca – San Luis   | 3–1      |
| 2020. szeptember 4. | Necaxa – León        | 0–2      |
| 2020. szeptember 4. | Tijuana – Monterrey  | 2–1      |
| 2020. szeptember 4. | Juárez – Santos      | 1–1      |
| 2020. szeptember 5. | Pumas – Puebla*      | 4–1      |
| 2020. szeptember 5. | Atlas – Cruz Azul    | 1–0      |
| 2020. szeptember 5. | Tigres – Guadalajara | 1–3      |

##### 9. forduló
| Dátum (mexikói idő) | Mérkőzés                | Eredmény |
| ------------------- | ----------------------- | -------- |
| 2020. szeptember 8. | San Luis – Necaxa       | 2–1      |
| 2020. szeptember 8. | Toluca – Juárez*        | 0–1      |
| 2020. szeptember 8. | Monterrey – Atlas       | 1–1      |
| 2020. szeptember 8. | Guadalajara – Querétaro | 1–1      |
| 2020. szeptember 8. | Puebla – América        | 2–3      |
| 2020. szeptember 9. | León – Tigres*          | 1–1      |
| 2020. szeptember 9. | Cruz Azul – Pachuca     | 1–0      |
| 2020. szeptember 9. | Mazatlán – Tijuana      | 1–0      |
| 2020. szeptember 9. | Santos – Pumas          | 1–2      |

##### 10. forduló
| Dátum (mexikói idő)  | Mérkőzés              | Eredmény |
| -------------------- | --------------------- | -------- |
| 2020. szeptember 11. | Necaxa – Guadalajara* | 1–2      |
| 2020. szeptember 11. | Juárez – Puebla*      | 1–0      |
| 2020. szeptember 12. | Atlas – Mazatlán      | 1–1      |
| 2020. szeptember 12. | Tigres – Santos       | 2–0      |
| 2020. szeptember 12. | América – Toluca*     | 1–1      |
| 2020. szeptember 13. | Pumas – San Luis      | 3–0      |
| 2020. szeptember 13. | Querétaro – León      | 2–3      |
| 2020. szeptember 13. | Tijuana – Cruz Azul   | 1–2      |
| 2020. szeptember 14. | Pachuca – Monterrey   | 1–1      |

##### 11. forduló
| Dátum (mexikói idő)  | Mérkőzés              | Eredmény |
| -------------------- | --------------------- | -------- |
| 2020. szeptember 18. | Necaxa – Puebla       | 0–1      |
| 2020. szeptember 18. | Mazatlán – Cruz Azul  | 2–3      |
| 2020. szeptember 19. | Atlas – Pachuca       | 0–1      |
| 2020. szeptember 19. | Tigres – Querétaro*   | 3–0      |
| 2020. szeptember 19. | América – Guadalajara | 1–0      |
| 2020. szeptember 20. | Toluca – Santos       | 1–2      |
| 2020. szeptember 20. | San Luis – Monterrey  | 1–2      |
| 2020. szeptember 21. | León – Pumas          | 2–0      |
| 2020. szeptember 30. | Tijuana – Juárez*     | 2–1      |

##### 12. forduló
| Dátum (mexikói idő)  | Mérkőzés                | Eredmény |
| -------------------- | ----------------------- | -------- |
| 2020. szeptember 24. | Pachuca – Toluca*       | 0–0      |
| 2020. szeptember 25. | Puebla – Querétaro      | 3–3      |
| 2020. szeptember 25. | Juárez – Atlas*         | 0–1      |
| 2020. szeptember 26. | Guadalajara – Mazatlán* | 2–1      |
| 2020. szeptember 26. | Pumas – Necaxa          | 1–1      |
| 2020. szeptember 26. | Monterrey – Tigres      | 0–2      |
| 2020. szeptember 27. | San Luis – León         | 0–2      |
| 2020. szeptember 27. | Cruz Azul – América     | 0–0      |
| 2020. október 11.    | Santos – Tijuana        | 2–0      |

##### 13. forduló
| Dátum (mexikói idő) | Mérkőzés              | Eredmény |
| ------------------- | --------------------- | -------- |
| 2020. október 2.    | Puebla – Santos       | 0–2      |
| 2020. október 2.    | León – Mazatlán       | 2–1      |
| 2020. október 3.    | Atlas – Necaxa        | 0–1      |
| 2020. október 3.    | Tigres – San Luis     | 3–0      |
| 2020. október 3.    | América – Pumas       | 2–2      |
| 2020. október 4.    | Toluca – Cruz Azul    | 2–0      |
| 2020. október 4.    | Juárez – Pachuca*     | 1–1      |
| 2020. október 4.    | Querétaro – Monterrey | 1–2      |
| 2020. október 4.    | Tijuana – Guadalajara | 0–0      |

##### 14. forduló
| Dátum (mexikói idő) | Mérkőzés             | Eredmény |
| ------------------- | -------------------- | -------- |
| 2020. október 15.   | San Luis – Querétaro | 2–1      |
| 2020. október 16.   | Necaxa – Tijuana     | 2–0      |
| 2020. október 16.   | Mazatlán – Juárez    | 3–2      |
| 2020. október 17.   | Monterrey – Puebla   | 3–1      |
| 2020. október 17.   | Guadalajara – Atlas  | 3–2      |
| 2020. október 17.   | Cruz Azul – Tigres   | 0–2      |
| 2020. október 18.   | Pumas – Toluca       | 1–0      |
| 2020. október 18.   | Santos – Pachuca     | 1–1      |
| 2020. október 19.   | León – América       | 3–2      |

##### 15. forduló
| Dátum (mexikói idő) | Mérkőzés                | Eredmény |
| ------------------- | ----------------------- | -------- |
| 2020. október 23.   | Puebla – León           | 1–2      |
| 2020. október 24.   | Querétaro – Necaxa      | 0–1      |
| 2020. október 24.   | Tigres – Juárez         | 1–1      |
| 2020. október 24.   | América – Atlas         | 1–0      |
| 2020. október 24.   | Mazatlán – Monterrey    | 1–2      |
| 2020. október 25.   | Toluca – Tijuana        | 2–0      |
| 2020. október 25.   | Guadalajara – Cruz Azul | 0–2      |
| 2020. október 25.   | Santos – San Luis*      | 2–1      |
| 2020. október 26.   | Pachuca – Pumas         | 1–1      |

##### 16. forduló
| Dátum (mexikói idő) | Mérkőzés               | Eredmény |
| ------------------- | ---------------------- | -------- |
| 2020. október 29.   | San Luis – Mazatlán    | 0–5      |
| 2020. október 30.   | Necaxa – Toluca        | 3–2      |
| 2020. október 30.   | Tijuana – Pachuca      | 0–2      |
| 2020. október 30.   | Juárez – Querétaro     | 1–0      |
| 2020. október 31.   | Atlas – Puebla         | 0–1      |
| 2020. október 31.   | Pumas – Guadalajara*   | 2–2      |
| 2020. október 31.   | Monterrey – Cruz Azul* | 1–0      |
| 2020. november 1.   | América – Tigres       | 3–1      |
| 2020. november 2.   | León – Santos          | 2–1      |

##### 17. forduló
| Dátum (mexikói idő) | Mérkőzés                | Eredmény |
| ------------------- | ----------------------- | -------- |
| 2020. november 6.   | Puebla – San Luis       | 1–0      |
| 2020. november 6.   | Juárez – América        | 1–1      |
| 2020. november 7.   | Guadalajara – Monterrey | 3–1      |
| 2020. november 7.   | Pachuca – Necaxa*       | 0–1      |
| 2020. november 7.   | Tigres – Atlas          | 1–1      |
| 2020. november 7.   | Cruz Azul – Pumas*      | 1–2      |
| 2020. november 8.   | Toluca – León*          | 2–2      |
| 2020. november 8.   | Santos – Mazatlán*      | 4–0      |
| 2020. november 8.   | Querétaro – Tijuana     | 2–2      |

#### Kereszttábla
| Hazai \ Vendég1 | AMÉ | ATL | CRZ | GUA | JUÁ | LEÓ | MAZ | MTY | NEC | PAC | PUE | PUM | QUE | SLU | SAN | TIG | TIJ | TOL |
| América         |     | 1–0 |     | 1–0 |     |     | 3–1 | 1–3 |     |     |     | 2–2 |     |     | 3–1 | 3–1 | 4–0 | 1–1 |
| Atlas           |     |     | 1–0 |     |     |     | 1–1 |     | 0–1 | 0–1 | 0–1 | 1–2 | 1–0 |     |     |     |     | 1–2 |
| Cruz Azul       | 0–0 |     |     |     | 3–2 | 2–0 |     |     | 3–0 | 1–0 |     | 1–2 |     |     | 2–0 | 0–2 |     |     |
| Guadalajara     |     | 3–2 | 0–2 |     |     | 0–0 | 2–1 | 3–1 |     | 0–0 | 0–1 |     | 1–1 | 2–1 |     |     |     |     |
| Juárez          | 1–1 | 0–1 |     | 0–2 |     | 0–0 |     |     | 1–0 | 1–1 | 1–0 |     | 1–0 |     | 1–1 |     |     |     |
| León            | 3–2 | 2–1 |     |     |     |     | 2–1 | 1–0 |     |     |     | 2–0 |     |     | 2–1 | 1–1 | 2–1 |     |
| Mazatlán        |     |     | 2–3 |     | 3–2 |     |     | 1–2 |     |     | 1–4 | 0–0 |     |     |     | 1–1 | 1–0 | 2–1 |
| Monterrey       |     | 1–1 | 1–0 |     | 2–1 |     |     |     | 1–1 |     | 3–1 |     |     |     | 2–2 | 0–2 |     | 3–1 |
| Necaxa          | 1–1 |     |     | 1–2 |     | 0–2 | 1–0 |     |     |     | 0–1 |     |     |     | 2–1 | 0–3 | 2–0 | 3–2 |
| Pachuca         | 1–2 |     |     |     |     | 0–1 | 4–3 | 1–1 | 0–1 |     |     | 1–1 | 1–0 | 3–1 |     |     |     | 0–0 |
| Puebla          | 2–3 |     | 1–1 |     |     | 1–2 |     |     |     | 0–1 |     |     | 3–3 | 1–0 | 0–2 |     |     | 4–1 |
| Pumas           |     |     |     | 2–2 | 1–1 |     |     | 1–1 | 1–1 |     | 4–1 |     | 3–2 | 3–0 |     |     | 3–0 | 1–0 |
| Querétaro       | 4–1 |     | 1–0 |     |     | 2–3 | 1–1 | 1–2 | 0–1 |     |     |     |     |     |     |     | 2–2 | 4–1 |
| San Luis        | 1–2 | 1–1 | 1–3 |     | 1–1 | 0–2 | 0–5 | 1–2 | 2–1 |     |     |     | 2–1 |     |     |     |     |     |
| Santos          |     | 0–0 |     | 2–0 |     |     | 4–0 |     |     | 1–1 |     | 1–2 | 2–1 | 2–1 |     |     | 2–0 |     |
| Tigres          |     | 1–1 |     | 1–3 | 1–1 |     |     |     |     | 1–1 | 2–1 | 1–1 | 3–0 | 3–0 | 2–0 |     |     |     |
| Tijuana         |     | 3–1 | 1–2 | 0–0 | 2–1 |     |     | 2–1 |     | 0–2 | 1–0 |     |     | 0–2 |     | 0–0 |     |     |
| Toluca          |     |     | 2–0 | 1–0 | 0–1 | 2–2 |     |     |     |     |     |     |     | 3–2 | 1–2 | 3–2 | 2–0 |     |

Utolsó felvett mérkőzés dátuma: 2020. november 8. 
Forrás: A bajnokság hivatalos honlapja 
1A hazai csapatok a bal oldali oszlopban szerepelnek.
Színek: Zöld = hazai győzelem; Sárga = döntetlen; Piros = vendéggyőzelem.
 

## Góllövőlista
Az alábbi lista a legalább 4 gólt szerző játékosokat tartalmazza.
- 13 gólos:
  -  Jonathan Rodríguez (Cruz Azul)
  -  André-Pierre Gignac (Tigres)
- 12 gólos:
  -  Juan Ignacio Dinenno (Pumas)
- 10 gólos:
  -  Darío Lezcano (Juárez)
- 9 gólos:
  -  Ángel Mena (León)
- 8 gólos:
  -  Henry Martín (América)
  -  Camilo Sanvezzo (Mazatlán)
- 7 gólos:
  -  Emmanuel Gigliotti (León)
  -  Santiago Ormeño (Puebla)
  -  Carlos González Espínola (Pumas)
- 6 gólos:
  -  Federico Viñas (América)
  -  José Juan Macías (Guadalajara)
  -  Nicolás Gabriel Sánchez (Monterrey)
  -  Rogelio Funes Mori (Monterrey)
  -  Hugo Silveira (Querétaro)
  -  Nicolás Federico López (Tigres)
  -  Alexis Canelo (Toluca)
- 5 gólos:
  -  Sebastián Córdova (América)
  -  Jean Meneses (León)
  -  Víctor Dávila (Pachuca)
  -  Víctor Guzmán (Pachuca)
  -  Germán Berterame (San Luis)
  -  Julio César Furch (Santos)
- 4 gólos:
  -  Emanuel Aguilera (América)
  -  Víctor Malcorra (Atlas)
  -  Santiago Giménez (Cruz Azul)
  -  Jesús Ricardo Angulo (Guadalajara)
  -  Cristian Calderón (Guadalajara)
  -  Uriel Antuna (Guadalajara)
  -  Luis Montes (León)
  -  Fernando Navarro Morán (León)
  -  Fernando Aristeguieta(Mazatlán)
  -  Aké Arnaud Loba (Monterrey)
  -  Juan Pablo Vigón (Pumas)
  -  Fernando Gorriarán (Santos)

## Sportszerűségi táblázat
A következő táblázat a csapatok játékosai által az alapszakasz során kapott lapokat tartalmazza. Egy kiállítást nem érő sárga lapért 1, egy kiállításért 3 pont jár. A csapatok növekvő pontsorrendben szerepelnek, így az első helyezett a legsportszerűbb közülük. Ha több csapat pontszáma, gólkülönbsége, összes és idegenben rúgott góljainak száma és a klubok együtthatója is egyenlő, egymás elleni eredményük pedig döntetlen, akkor helyezésüket a sportszerűségi táblázat alapján döntik el.
| Csapat         | Sárga lap | sárga lap · 2. sárga lap · kiállítva | kiállítva | Pontszám |
| -------------- | --------- | ------------------------------------ | --------- | -------- |
| Cruz Azul      | 27        | 1                                    | 0         | 30       |
| Santos Laguna  | 27        | 2                                    | 1         | 36       |
| León           | 27        | 1                                    | 2         | 36       |
| CD Guadalajara | 29        | 2                                    | 1         | 38       |
| América        | 30        | 3                                    | 0         | 39       |
| Tigres         | 31        | 3                                    | 0         | 40       |
| Tijuana        | 38        | 1                                    | 0         | 41       |
| Toluca         | 42        | 0                                    | 0         | 42       |
| Puebla         | 33        | 1                                    | 2         | 42       |
| Juárez         | 28        | 1                                    | 4         | 43       |
| Querétaro      | 32        | 2                                    | 2         | 44       |
| Monterrey      | 34        | 2                                    | 2         | 46       |
| Mazatlán       | 34        | 2                                    | 3         | 49       |
| San Luis       | 41        | 3                                    | 0         | 50       |
| Atlas          | 36        | 1                                    | 4         | 51       |
| Pachuca        | 39        | 1                                    | 3         | 51       |
| Necaxa         | 44        | 0                                    | 3         | 53       |
| Pumas          | 40        | 3                                    | 2         | 55       |